# Heterorachis suarezi
Heterorachis suarezi är en fjärilsart som beskrevs av Claude Herbulot 1965. Heterorachis suarezi ingår i släktet Heterorachis och familjen mätare. Inga underarter finns listade i Catalogue of Life.